# سعاد بلكحل
سعاد بلكحل هي لاعبة جودو جزائرية وُلدت في 23 مارس 1992 في بلدة المحمدية بالجزائر، ومثلت الجزائر في دورة الألعاب الإفريقية عام 2015 في منافسات الوزن أقل من 70 كيلوغرام.

## التصنيف
احتلت سعاد بلكحل في عام 2023 المرتبة السادسة والثمانين عالميًًا بين أفضل لاعبات الجودو في الوزن الأقل من 70 كيلوغرام للسيدات وفقًا لتصنيف الاتحاد الدولي للجودو.

## المشاركات والميداليات
شاركت سعاد بلكحل في دورة الألعاب الإفريقية عام 2015، والتي أقيمت في مدينة برازافيل بالكونغو، وحصلت منها على الميدالية الفضية في منافسات الوزن أقل من 70 كيلوغرام للسيدات، كما شاركت في بطولة العالم للجودو عام 2015، والتي أقيمت في مدينة آستانا بكازاخستان، ولكنها خرجت من الدور الأول للبطولة بعدما خسرت أمام اللاعبة الكورية الجنوبية باك جيون بعد 3 دقائق و 50 ثانية فقط من بدء المباراة. شاركت سعاد بلكحل أيضًا في عدة نسخ من بطولة إفريقيا للجودو، وحصدت منها العديد من الميداليات والألقاب كان آخرها الميدالية البرونزية التي فازت بها في منافسات الوزن أقل من 70 كيلوغرام للسيدات في بطولة إفريقيا للجودو عام 2022. ويوضح الجدول التالي أهم المُسابقات والبطولات التي شاركت فيها سعاد بلكحل، وأبرز الميداليات والألقاب التي حققتها في البطولات والمسابقات المختلفة:
| العام | المسابقة                             | المكان                    | المنافسات                        | الترتيب/الميدالية                   | ملاحظات |
| ----- | ------------------------------------ | ------------------------- | -------------------------------- | ----------------------------------- | --- |
| 2014  | بطولة إفريقيا للجودو                 | داكار، السنغال            | الوزن أقل من 70 كيلوغرام للسيدات | المركز الثاني (الميدالية الفضية)    | |
| 2015  | دورة الألعاب الإفريقية               | برازافيل، جمهورية الكونغو | الوزن أقل من 70 كيلوغرام للسيدات | المركز الثاني (الميدالية الفضية)    | |
| 2015  | بطولة العالم للجودو                  | آستانا، كازاخستان         | الوزن أقل من 70 كيلوغرام للسيدات | لم تتأهل                            | خرجت من الدور الأول للبطولة بعد خسارتها أمام اللاعبة الكورية الجنوبية باك جيون بعد 3 دقائق و 50 ثانية فقط من بدء المباراة |
| 2017  | بطولة إفريقيا للجودو                 | أنتاناناريفو، مدغشقر      | الوزن أقل من 70 كيلوغرام للسيدات | المركز الثالث (الميدالية البرونزية) | خسرت مباراة الدور نصف النهائي أمام اللاعبة المغربية أسماء نيانغ                                                           |
| 2018  | بطولة إفريقيا للجودو                 | تونس العاصمة، تونس        | الوزن أقل من 70 كيلوغرام للسيدات | المركز الثاني (الميدالية الفضية)    | |
| 2021  | بطولة إفريقيا للجودو                 | داكار، السنغال            | الوزن أقل من 70 كيلوغرام للسيدات | المركز الثالث (الميدالية البرونزية) | |
| 2022  | بطولة إفريقيا للجودو                 | وهران، الجزائر            | الوزن أقل من 70 كيلوغرام للسيدات | المركز الثاني (الميدالية الفضية)    | |
| 2022  | بطولة إفريقيا للجودو                 | وهران، الجزائر            | منافسات الفرق                    | المركز الأول (الميدالية الذهبية)    | فاز المنتخب الجزائر في الدور النهائي على المنتخب السنغالي بنتيجة 4-2                                                      |
| 2023  | البطولة العربية للجودو               | الدوحة، قطر               | الوزن أقل من 70 كيلوغرام للسيدات | المركز الأول (الميدالية الذهبية)    | |
| 2023  | الدورة الإفريقية المفتوحة للجودو     | تونس العاصمة، تونس        | الوزن أقل من 70 كيلوغرام للسيدات | المركز الثالث (الميدالية البرونزية) | |
| 2023  | دورة هيرستال الدولية المفتوحة للجودو | هيرستال، بلجيكا           | الوزن أقل من 70 كيلوغرام للسيدات |                                     | |